# Becket (Massachusetts)
Becket és una població dels Estats Units a l'estat de Massachusetts. Segons el cens del 2000 tenia 1.755 habitants.

## Demografia
Segons el cens del 2000, Becket tenia 1.755 habitants, 692 habitatges, i 505 famílies. La densitat de població era de 14,6 habitants per km².
Dels 692 habitatges en un 30,9% hi vivien nens de menys de 18 anys, en un 61,7% hi vivien parelles casades, en un 6,5% dones solteres, i en un 27% no eren unitats familiars. En el 22% dels habitatges hi vivien persones soles el 7,7% de les quals corresponia a persones de 65 anys o més que vivien soles. El nombre mitjà de persones vivint en cada habitatge era de 2,5 i el nombre mitjà de persones que vivien en cada família era de 2,92.
Per edats la població es repartia de la següent manera: un 23,6% tenia menys de 18 anys, un 5,6% entre 18 i 24, un 29,2% entre 25 i 44, un 28,6% de 45 a 60 i un 13% 65 anys o més.
L'edat mediana era de 41 anys. Per cada 100 dones de 18 o més anys hi havia 101,4 homes.
La renda mediana per habitatge era de 46.806 $ i la renda mediana per família de 53.417$. Els homes tenien una renda mediana de 40.774 $ mentre que les dones 30.300$. La renda per capita de la població era de 21.861$. Entorn del 3,2% de les famílies i el 4,5% de la població estaven per davall del llindar de pobresa.